# Rytzsche Achsenkonstruktion

Rytz-Konstruktion: Anfang – Ende

Die Rytzsche Achsenkonstruktion ist eine nach ihrem Schweizer Erfinder David Rytz benannte Methode der Darstellenden Geometrie, um die Scheitel und Halbachsen einer Ellipse mit Hilfe von Zirkel und Lineal zu konstruieren, falls der Mittelpunkt {\displaystyle M} und zwei Punkte {\displaystyle P,Q} auf zwei konjugierten Durchmessern bekannt sind. Nach der Konstruktion der Scheitel kann man dann die Ellipse mit einer der zahlreichen Methoden von Hand oder einem Ellipsenzirkel zeichnen.

Würfel mit Kreisen in Vogelperspektive

Rytz-Konstruktion in 6 Schritten.
Gegeben sind Mittelpunkt M und zwei konjugierte Halbmesser MP, MQ einer Ellipse.
Gesucht: die Scheitel der Ellipse.

## Beschreibung des Problems und seine Lösung
Bei einer in der Darstellenden Geometrie üblichen Parallelprojektion einer Ellipse bzw. eines Kreises werden die Hauptachsen bzw. zwei orthogonale Durchmesser des Kreises auf konjugierte Durchmesser der Bildellipse abgebildet.
- Zwei Durchmesser einer Ellipse heißen konjugiert, wenn die Tangenten in den Punkten des einen Durchmessers parallel zu dem anderen Durchmesser sind. Bei einem Kreis sind zwei Durchmesser konjugiert, wenn sie orthogonal sind.

Die nebenstehende Abbildung zeigt eine Vogelperspektive (schiefe Parallelprojektion) eines Würfels mit Kreisen. Die obere (horizontale) Seite des Würfels wird bei  Vogelperspektive (die Bildtafel ist horizontal) unverzerrt abgebildet. Das Bild des Deckelkreises ist also wieder ein Kreis. Die beiden anderen Kreise werden auf Ellipsen abgebildet, von denen jeweils zwei konjugierte Durchmesser (Bilder senkrechter Durchmesser der Kreise) leicht zu konstruieren sind. Sie sind aber nicht die Hauptachsen der Bildellipsen. Dies ist eine Standardsituation in der Darstellenden Geometrie:
- Von einer Ellipse sind der Mittelpunkt {\displaystyle M} und zwei Punkte {\displaystyle P,Q} auf zwei konjugierten Durchmessern bekannt.
- Aufgabe: Konstruiere die Hauptachsen und Scheitel der Bildellipse.

Konstruktionsschritte
(1) Drehe Punkt {\displaystyle P} um {\displaystyle M} um 90°.

(2) Bestimme den Mittelpunkt {\displaystyle N} der Strecke {\displaystyle {\overline {P'Q}}}.

(3) Zeichne die Gerade {\displaystyle P'Q} und den Kreis durch {\displaystyle M} mit Mittelpunkt {\displaystyle N}. Schneide den Kreis mit der Gerade. Die Schnittpunkte sind {\displaystyle A,B}.

(4) Die Geraden {\displaystyle MA} und {\displaystyle MB} sind die Achsen der Ellipse.

(5) Die Strecke {\displaystyle {\overline {AB}}} kann man als Papierstreifen der Länge {\displaystyle a+b} auffassen, mit dem der Ellipsenpunkt {\displaystyle Q} erzeugt wird. Also sind {\displaystyle a=|AQ|} und {\displaystyle b=|BQ|} die Halbachsen der Ellipse. (Falls {\displaystyle a>b} ist, ist  {\displaystyle a} die große Halbachse.)

(6) Damit sind auch die Scheitel der Ellipse bekannt und die Ellipse kann mit einer der Methoden gezeichnet werden.
Falls man bei derselben Vorgabe als ersten Schritt eine Linksdrehung ausführt, ergibt sich die Konfiguration der zweiten  Papierstreifenmethode und {\displaystyle a=|AQ|} und {\displaystyle b=|BQ|} ist auch hier gültig.

## Beweis der Methode

Zum Beweis der Methode

Rytz: Linksdrehung des Punktes

Der Standardbeweis wird geometrisch geführt (s. unten). Leichter nachvollziehbar ist der analytische Beweis:
Der Beweis ist geführt, wenn man zeigen kann, dass gilt:
- Die Schnittpunkte {\displaystyle U,V} der Gerade {\displaystyle P'Q} mit den Achsen der Ellipse liegen auf dem Kreis durch {\displaystyle M} mit Mittelpunkt {\displaystyle N}. Also ist {\displaystyle U=A} und {\displaystyle V=B} und {\displaystyle |UQ|=a,\quad |VQ|=b\ .}

Beweis
(1): Jede Ellipse kann in einem geeigneten Koordinatensystem durch eine

Parameterdarstellung {\displaystyle {\vec {p}}(t)=(a\cos t,\;b\sin t)^{T}} beschrieben werden.
Zwei Punkte {\displaystyle {\vec {p}}(t_{1}),\ {\vec {p}}(t_{2})}  liegen auf konjugierten Durchmessern, wenn {\displaystyle t_{2}-t_{1}=\pm {\tfrac {\pi }{2}}} ist. (s. konjugierte Durchmesser)
(2): Es seien {\displaystyle Q=(a\cos t,\;b\sin t)} und 

{\displaystyle P=(a\cos(t+{\tfrac {\pi }{2}}),\;b\sin(t+{\tfrac {\pi }{2}}))=(-a\sin t,b\cos t)}
zwei Punkte auf konjugierten Durchmessern.
Dann ist {\displaystyle P'=(b\cos t,a\sin t)} und der Mittelpunkt der Strecke {\displaystyle {\overline {P'Q}}} ist {\displaystyle N=\left({\tfrac {a+b}{2}}\cos t,{\tfrac {a+b}{2}}\sin t\right)}.
(3): Die Gerade {\displaystyle P'Q} hat die Gleichung {\displaystyle x\sin t+y\cos t=(a+b)\;\cos t\sin t\ .}

Die Schnittpunkte dieser Gerade mit den Achsen der Ellipse sind
{\displaystyle U=\left(0,\;(a+b)\sin t\right)\ ,\quad V=\left((a+b)\cos t,\;0\right)\ .}
(4): Wegen {\displaystyle |UN|=|VN|=|MN|} liegen die Punkte {\displaystyle U,V,M} auf dem

Kreis  mit Mittelpunkt {\displaystyle N} und Radius {\displaystyle |MN|\ .} 

Also ist {\displaystyle A=U,\ B=V\ .}
(5): {\displaystyle |UQ|=a,\quad |VQ|=b\ .}
Der Beweis benutzt eine Rechtsdrehung des Punktes {\displaystyle P}, was zu einer Konfiguration wie bei der 1. Papierstreifenmethode führt.
Variationen
Führt man eine Linksdrehung des Punktes {\displaystyle P} durch, so sind die Resultate (4) und (5) weiterhin gültig und die Konfiguration zeigt die 2. Papierstreifenmethode (s. Bild).

Verwendet man  {\displaystyle P=(a\cos(t{\color {red}-}{\tfrac {\pi }{2}}),\;b\sin(t{\color {red}-}{\tfrac {\pi }{2}}))=(a\sin t,-b\cos t)}, so ist die Konstruktion und der Beweis weiterhin gültig.

## Lösung mit Hilfe eines Computers
Um die Scheitel einer Ellipse mit Hilfe eines Computers zu finden, müssen
- die Koordinaten der Punkte {\displaystyle M,P,Q} bekannt sein.

Man kann versuchen, ein Programm zu schreiben, das die obigen Schritte der Konstruktion rechnerisch nachvollzieht. Eine effektivere Methode benutzt die Parameterdarstellung einer beliebigen Ellipse:
{\displaystyle {\vec {x}}={\vec {p}}(t)={\vec {f}}_{0}+{\vec {f}}_{1}\cos t+{\vec {f}}_{2}\sin t},
wobei {\displaystyle {\vec {f}}_{0}={\vec {OM}}} der Mittelpunkt und {\displaystyle {\vec {f}}_{1}={\vec {MP}}}, {\displaystyle {\vec {f}}_{2}={\vec {MQ}}} (zwei konjugierte Halbmesser) sind. Hiermit ist man in der Lage, beliebig viele Punkte zu berechnen und die Ellipse als Polygon zu zeichnen.
Falls nötig: Mit {\displaystyle \cot(2t_{0})={\tfrac {\|{\vec {f}}_{1}\|^{2}-\|{\vec {f}}_{2}\|^{2}}{2\langle {\vec {f}}_{1},{\vec {f}}_{2}\rangle }}} erhält man die vier Scheitel der Ellipse, {\displaystyle {\vec {p}}(t_{0})}, {\displaystyle {\vec {p}}(t_{0}\pm {\frac {\pi }{2}})}, {\displaystyle {\vec {p}}(t_{0}+\pi )}. (s. Ellipse)

## Geometrischer Beweis der Methode

Abbildung 1: Gegebene Größen und Ergebnisse

Eine Ellipse kann als affines Bild ihres Hauptkreises unter einer senkrechten Achsenaffinität betrachtet werden. Abbildung 1 zeigt neben der Ellipse {\displaystyle e} ihren Hauptkreis {\displaystyle k_{h}}. Die Affine Abbildung {\displaystyle \alpha }, welche {\displaystyle k_{h}} in {\displaystyle e} überführt, ist durch gestrichelte Pfeile angedeutet. Das Urbild eines Ellipsendurchmessers unter der Abbildung {\displaystyle \alpha } ist ein Kreisdurchmesser von {\displaystyle k_{h}}. Die definierende Eigenschaft konjugierter Durchmesser {\displaystyle d_{1}'} und {\displaystyle d_{2}'} einer Ellipse ist, dass ihre Urbilder {\displaystyle d_{1}} und {\displaystyle d_{2}} aufeinander senkrecht stehen.

### Die Urbilder der konjugierten Durchmesser

Abbildung 3: Urbilder der konjugierten Durchmesser

Die Ellipse, deren konjugierten Durchmesser {\displaystyle d_{1}'} und {\displaystyle d_{2}'} gegeben sind, kann als affines Bild ihres Hauptkreises bezüglich einer affinen Abbildung {\displaystyle \alpha } betrachtet werden. Abbildung 3 zeigt die Ellipse mit ihrem Hauptkreis {\displaystyle k_{h}} und ihrem Nebenkreis {\displaystyle k_{n}}. Die Punkte {\displaystyle U'} und {\displaystyle V'} seien Endpunkte von {\displaystyle d_{1}'} bzw. {\displaystyle d_{2}'}, die sich im Mittelpunkt {\displaystyle M} des Hauptkreises schneiden. Die Urbilder {\displaystyle d_{1}} und {\displaystyle d_{2}} (grün) von {\displaystyle d_{1}'} und {\displaystyle d_{2}'} bezüglich {\displaystyle \alpha } sind damit Kreisdurchmesser des Ellipsen-Hauptkreises {\displaystyle k_{h}}. Aufgrund der Eigenschaft, dass {\displaystyle d_{1}'} und {\displaystyle d_{2}'} konjugierte Durchmesser sind, stehen ihre Urbilder {\displaystyle d_{1}} und {\displaystyle d_{2}} aufeinander senkrecht. Das Urbild von {\displaystyle U'} bzw. {\displaystyle V'} bezüglich {\displaystyle \alpha } sind die korrespondierenden Endpunkte {\displaystyle U} bzw. {\displaystyle V} der Kreisdurchmesser {\displaystyle d_{1}} bzw. {\displaystyle d_{2}}. Die Schnittpunkte der Kreisdurchmesser {\displaystyle d_{1}} bzw. {\displaystyle d_{2}} mit dem Nebenkreis {\displaystyle k_{n}} der Ellipse seien die Punkte {\displaystyle U_{n}} bzw. {\displaystyle V_{n}}.
Zu Beginn der Konstruktion sind nur die Punkte {\displaystyle M}, {\displaystyle U'} und {\displaystyle V'} gegeben. Weder die Urbilder {\displaystyle d_{1}} und {\displaystyle d_{2}} der konjugierten Durchmesser noch die Punkte {\displaystyle U}, {\displaystyle U_{n}}, {\displaystyle V} und {\displaystyle V_{n}} sind bekannt noch werden sie im Verlauf der Konstruktion bestimmt. Sie sind lediglich für das Verständnis der Konstruktion wichtig. Wenn im weiteren Verlauf der Beschreibung auf diese Punkte Bezug genommen wird, ist das zu verstehen als „Wenn diese Punkte bekannt wären, dann würde man feststellen, dass …“.

### Parallelen zu den Ellipsenachsen

Abbildung 4: Parallelen zu den Ellipsenachsen

Interessanterweise sind die Strecken {\displaystyle {\overline {UU'}}} und {\displaystyle {\overline {U'U_{n}}}} parallel zu den Ellipsenachsen und bilden daher einen rechten Winkel in {\displaystyle U'}. Gleiches gilt für die Strecken {\displaystyle {\overline {VV'}}} und {\displaystyle {\overline {V'V_{n}}}} im Punkt {\displaystyle V'}. Dies kann folgendermaßen erklärt werden: Die affine Abbildung {\displaystyle \alpha }, welche den Ellipsenhauptkreis auf die Ellipse abbildet, hat die Nebenachse der Ellipse als Fixgerade. Da eine Gerade durch einen Punkt (beispielsweise {\displaystyle U}) und seinen Bildpunkt (beispielsweise {\displaystyle U'}) ebenfalls eine Fixgerade ist, muss aufgrund der Parallelentreue affiner Abbildungen die Gerade durch {\displaystyle U} und {\displaystyle U'} eine Parallele zur Nebenachse sein. Dasselbe Argument gilt für die Gerade durch {\displaystyle V} und {\displaystyle V'}. Um zu zeigen, dass die Geraden durch {\displaystyle U_{n}} und {\displaystyle U'} bzw. {\displaystyle V_{n}} und {\displaystyle V'} parallel zur Ellipsen-Hauptachse sind, betrachtet man die Ellipse als affines Bild ihres Nebenkreises und wendet das Argument entsprechend an.
Die Erkenntnis, dass die Strecken {\displaystyle {\overline {UU'}}} und {\displaystyle {\overline {U'U_{n}}}} parallel zu den gesuchten Achsen liegen, hilft noch nicht weiter, da die Punkte {\displaystyle U} und {\displaystyle U_{n}} nicht bekannt sind. Der folgende Schritt nutzt diese Parallelitäten allerdings geschickt aus, um dennoch die Achsen zu finden.

### Finden der Ellipsenachsen

Abbildung 5: Finden der Ellipsenachsen

Dreht man, wie in Abbildung 3 gezeigt, den Ellipsendurchmesser {\displaystyle d_{1}'} mitsamt seinem Urbild {\displaystyle d_{1}} um {\displaystyle 90^{\circ }} um den Mittelpunkt {\displaystyle M} in Richtung {\displaystyle V'}, so kommen die Urbilder {\displaystyle d_{1}} und {\displaystyle d_{2}} zur Deckung, und der gedrehte Punkt {\displaystyle U} fällt mit {\displaystyle V} und {\displaystyle U_{n}} mit {\displaystyle V_{n}} zusammen. Der Punkt {\displaystyle U'} geht in {\displaystyle U'_{r}} über. Aufgrund der Parallelität von {\displaystyle {\overline {U'U_{n}}}} und {\displaystyle {\overline {V'V_{n}}}} mit einer Ellipsenachse und der Parallelität von {\displaystyle {\overline {UU'}}} und {\displaystyle {\overline {VV'}}} mit der anderen Ellipsenachse bilden die Punkte {\displaystyle U'_{r}}, {\displaystyle V}, {\displaystyle V'} und {\displaystyle V_{n}} ein Rechteck, wie man in Abbildung 4 sieht. Von diesem Rechteck sind allerdings nur die Punkte {\displaystyle V'} und {\displaystyle U'_{r}} bekannt. Dies reicht aber aus, um seinen Diagonalenschnittpunkt zu finden.
Der Diagonalenschnittpunkt {\displaystyle S} ergibt sich durch Halbierung der Diagonale {\displaystyle {\overline {U'_{r}V'}}}. Die andere Diagonale liegt auf der Geraden durch {\displaystyle M} und {\displaystyle S} (weil {\displaystyle S} der Diagonalenschnittpunkt ist und die Diagonale auf einem Durchmesser des Hauptkreises liegen muss), allerdings sind ihre Endpunkte {\displaystyle V} und {\displaystyle V_{n}} durch die Konstruktion noch nicht identifiziert. Wichtig zum Finden der Ellipsenachsen ist aber lediglich, dass die Ellipsen-Hauptachse eine Parallele zu {\displaystyle {\overline {V'V_{n}}}} durch {\displaystyle M} ist und entsprechend die Ellipsen-Nebenachse eine Parallele zu {\displaystyle {\overline {U'_{r}V_{n}}}} durch {\displaystyle M} ist.
Verlängert man die bereits bekannte Diagonale {\displaystyle {\overline {U'_{r}V'}}} wie in Abbildung 5, so schneidet sie die Ellipsen-Hauptachse in einem Punkt {\displaystyle L} und die Ellipsen-Nebenachse in {\displaystyle R}, und es entstehen gleichschenklige Dreiecke {\displaystyle \triangle (SV_{n}V')} und {\displaystyle \triangle (SML)} in {\displaystyle S} (die Diagonalen teilen ein Rechteck in vier gleichschenklige Dreiecke, plus Strahlensatz). Selbiges gilt für die Dreiecke {\displaystyle \triangle (SV_{n}U'_{r})} und {\displaystyle \triangle (SMR)}. Diese Eigenschaft wird für die Konstruktion der Punkte {\displaystyle L} und {\displaystyle R} ausgenutzt: Da die Länge der Strecke {\displaystyle {\overline {SM}}} gleich der Länge der Strecken {\displaystyle {\overline {SL}}} bzw. {\displaystyle {\overline {SR}}} sein muss, findet man {\displaystyle L} bzw. {\displaystyle R} als Schnittpunkte eines Kreises um {\displaystyle S} mit Radius {\displaystyle {\overline {SM}}}. Mit den Punkten {\displaystyle L} und {\displaystyle R} ist jetzt auch die Lage der Ellipsenachsen bekannt (auf den Geraden durch {\displaystyle M} und {\displaystyle L} bzw. {\displaystyle R}). Es fehlen lediglich die Scheitelpunkte.

### Identifikation der Ellipsenscheitel

Abbildung 6: Identifikation der Scheitelpunkte

Die Länge der Hauptachse {\displaystyle a} entspricht der Länge des Radius des Hauptkreises. Die Länge der Nebenachse {\displaystyle b} ist gleich dem Radius des Nebenkreises. Der Radius des Hauptkreises ist aber gleich der Länge der Strecke {\displaystyle {\overline {MV}}} und der Radius des Nebenkreises ist gleich der Länge der Strecke {\displaystyle {\overline {MV_{n}}}}. Zur Bestimmung von {\displaystyle a} und {\displaystyle b} muss die Lage der Punkte {\displaystyle V} und {\displaystyle V_{n}} nicht konstruiert werden, da folgende Identitäten gelten:
{\displaystyle a=\left|{\overline {MV}}\right|=\left|{\overline {MS}}\right|+\left|{\overline {SV}}\right|=\left|{\overline {RS}}\right|+\left|{\overline {SV}}\right|=\left|{\overline {RS}}\right|+\left|{\overline {SV'}}\right|=\left|{\overline {RV'}}\right|}
{\displaystyle b=\left|{\overline {MV_{n}}}\right|=\left|{\overline {MS}}\right|-\left|{\overline {SV_{n}}}\right|=\left|{\overline {SL}}\right|-\left|{\overline {SV_{n}}}\right|=\left|{\overline {SL}}\right|-\left|{\overline {SV'}}\right|=\left|{\overline {V'L}}\right|}
In der Konstruktion lässt sich also die Länge der Ellipsenachsen bereits ablesen: {\displaystyle a=\left|{\overline {RV'}}\right|} und {\displaystyle b=\left|{\overline {V'L}}\right|}. Mit dieser Information lassen sich der Haupt- und Nebenkreis der Ellipse einzeichnen. Die Hauptscheitelpunkte {\displaystyle S_{1}} und {\displaystyle S_{2}} findet man als Schnittpunkte des Hauptkreises mit der Ellipsen-Hauptachse. Die Entscheidung, bei welcher der beiden gefundenen Achsen es sich um die Haupt- bzw. die Nebenachse handelt, begründet sich wie folgt: {\displaystyle V'} ist das Bild von {\displaystyle V} bezüglich der affinen Abbildung {\displaystyle \alpha }, die den Ellipsen-Hauptkreis auf die Ellipse abbildet. Da es sich bei {\displaystyle \alpha } um eine Kontraktion in Richtung der Hauptachse handelt, muss sich die Hauptachse auf der {\displaystyle V} gegenüberliegenden Seite von {\displaystyle d_{2}'} befinden und daher durch den Punkt {\displaystyle L} verlaufen, der auf der Seite des nicht gedrehten Ellipsendurchmessers {\displaystyle d_{2}'} liegt. Dies ist unabhängig von der anfänglichen Wahl der Punkte {\displaystyle U'} und {\displaystyle V'}. Entscheidend ist allein, dass {\displaystyle U'} bei der Drehung um {\displaystyle 90^{\circ }} auf {\displaystyle V'} zugedreht wird, da nur dann der Punkt {\displaystyle S} auf dem Urbild {\displaystyle d_{2}} des konjugierten Durchmessers {\displaystyle d_{2}'} liegt. Die Ellipsen-Hauptachse liegt dann von {\displaystyle V'} aus betrachtet immer auf der {\displaystyle S} gegenüberliegenden Seite von {\displaystyle d_{2}'}.